# Xquiq Corona
Xquiq Corona is een corona op de planeet Venus. Xquiq Corona werd in 2003 genoemd naar Xquiq, een vruchtbaarheidsgodin uit de Mayamythologie.
De corona heeft een diameter van 55 kilometer en bevindt zich ten zuidoosten van de Nana-Buluku Coronae in het quadrangle Bereghinya Planitia (V-8).